# Njája
Njája (v dévanágarí न्याय) je jedna ze šesti ortodoxních indických filosofických škol, nazývaná "škola logiky" nebo také "škola poznání". Je založena na spisech známých pod názvem Njája sútry, jejichž autorem je Aksapada Gótama (nebo Gautama; 2. století př. n. l.) a popisuje prostředky, které logickým myšlením vedou k pravdivým závěrům.
Podle njáji jsou možné čtyři zdroje poznání (pramána): smyslové poznání (pratjákša), logické odvození (anumána), srovnání (upamána) a svědectví (šabda). Poznání získané tímto způsobem může být platné nebo neplatné. Proto se njájičtí badatelé snaží o rozlišení platného a neplatného poznání v každém z těchto zdrojů ve velkém množství vysvětlujících komentářů. V tomto směru můžeme njáju srovnat se současnou analytickou filosofií.

## Přehled
Nejvýznamnějším příspěvkem Njája školy v moderním hinduismu je její analytická metodika, založená na rozboru, kterým je možné ověřit správnost procesu získávání pravdivého poznání. Je založena na systému logiky, který byl postupně přijat většinou indických filosofických škol, ať už ortodoxních nebo neortodoxních. Podobným způsobem byla přijata prakticky všemi západními filosofickými směry Aristotelova pravidla správného myšlení, usuzování a argumentace.
Logika njáji se od Aristotelových pravidel liší tím, že se nejedná o logiku pro sebe samu, ale o logiku, která vede k získání pravdivého poznání a tím osvobození (mókša). Indičtí badatelé se proto usilovně snaží o získání pravdivého poznání a rozlišení platných a neplatných zásad.

### Smyslové poznání
Smyslové poznání, (pratjákša), je nejvýznamnější součástí njája školy. Vzniká stykem smyslů s objektem. Njája rozeznává dva druhy smyslového poznání:
- běžné (laukika nebo sadharana): zrakem, sluchem, čichem, dotykem, chutí a duchem (intuitivní).
- zvláštní (alaukika nebo asadharana): poznání všeobecné podstaty určitého objektu (samanjalakšana), poznání vnitřních hodnot objektu (džňánalakšana), poznání minulosti, současnost a budoucnost zkoumaného objektu (jógádža).

### Logické odvození
První stupeň odvození je kombinací indukce a dedukce ve směru od podrobností ke věcem všeobecně platným:
1. určení objektu zkoumání (pratidžňá),
2. určení důvodu zkoumání (hétu),
3. určení všeobecně platné zásady (udahárana),
4. potvrzení všeobecně platné zásady (upanája),
5. závěr zkoumání (nigáma).

Příklad:
1. kopec a oheň (pratidžňá),
2. na kopci je kouř (hétu),
3. tam, kde je kouř, je oheň (udahárana),
4. když je oheň, tak vzniká kouř (upanája),
5. na kopci hoří (nigáma).

V tomto příkladu je kopec vedlejší okolností (pakša), oheň je hlavním objektem zkoumání (sadhja), kouř je důvodem zkoumání (hétu) a vztah mezi ohněm a kouřem se nazývá v njájické terminologii vjápti.
Ve druhém stupni odvození se potvrzuje pravdivost výroku v závěru zkoumání. Důvod zkoumání (hétu) musí mít následující vlastnosti:
1. musí být součástí vedlejší okolnosti,
2. musí být všeobecnou součástí ve všech případech,
3. nesmí být v rozporu s vedlejší okolností,
4. nesmí být v rozporu s hlavním objektem zkoumání,
5. nesmí být v rozporu se vztahem zkoumání.

Chybné odvození (hetvábhása) může vzniknout v následujících případech:
1. jedná se o nepotvrzený důvod zkoumání (asiddha),
2. jedná se o neskutečný vedlejší objekt zkoumání (ašrajasiddha),
3. důvod zkoumání nemůže být součástí ve vedlejší okolnosti (svarúpasiddha)
4. důvod zkoumání není závislý na jejich vztahu (vjápjatvasiddha)
5. důvod zkoumání je nesoustavný (savjabhičára)
6. důvod zkoumání je příliš rozšířený (sadharana)
7. důvod zkoumání je příliš omezený (asadharana)
8. důvod zkoumání je součástí všeho (anupasamhari)
9. jiný důvod popírá důvod zkoumání (satpratipakša)
10. jiné smyslové vjemy odporují důvodu zkoumání (badhita)
11. všeobecně platná zásada nepotvrzuje důvod zkoumání (viruddha)

### Srovnání a svědectví
Srovnání (upamána) je rozbor vztahu mezi objektem a jeho názvem. Je závislé na znalostech zvuku názvu objektu a jeho podobě. Tímto můžeme získat předběžné vědění o vlastnostech zkoumaného objektu.
Svědectví (pramána) je založeno na znalostech védských spisů, které popisují prvotní realitu. Myšlení v souladu s védami je pravdivé a vede k osvícení (mókša).

### Definice příčiny
Příčina je v njáje definována jako bezpodmínečný a neměnný předpoklad nebo jako bezpodmínečný a neměnný následek vyplývající z příčiny. Ta samá příčina způsobuje ten samý následek a podobně ten samý následek způsobuje ta samá příčina. Aby byla příčina pravdivá, musí být následek:
1. předpokládaný (purvavrtti)
2. bezpodmínečný (nijatapurvavrtti)
3. neměnný (ananjathasiddha)

Njája rozeznává pět příčin (anyathasiddha):
1. přímá
2. nepřímá
3. nesouvisející
4. věčná
5. nepotřebná

a tři důsledky:
1. věčný (samavaji)
2. dočasný (asamavaji)
3. současný (nimitta)

### Definice omylu
Njájičtí badatelé se domnívají, že omyl vzniká chybným sloučením složek, které představují zkoumaný objekt. Jde v podstatě o záměnu zkoumaného objektu jeho složkami. Tím vzniká nepravdivá představa celku založená na poznání některých jeho složek. Njája vychází z předpokladu, že celek je více, než souhrn jeho složek.